# Michele Smith (Softballspielerin)
Michele Mary Smith (* 21. Juni 1967 in Plainfield) ist eine ehemalige US-amerikanische Softballspielerin.

## Karriere
Smith gewann mit der US-amerikanischen Softballnationalmannschaft bei den Olympischen Spielen 1996 in Atlanta und 2000 in Sydney jeweils die Goldmedaille. Auch bei den Panamerikanischen Spielen war sie erfolgreich und holte 1995 und 1999 jeweils Gold. Darüber hinaus wurde sie 1990, 1994 und 1998 Weltmeisterin.
Ihre Collegezeit verbrachte sie an der Oklahoma State University, wo sie zwischen 1986 und 1989 spielte und zwei Mal als All-American ausgezeichnet wurde. Dort schloss sie ihr Studium mit einem Bachelorabschluss in Gesundheit und Wellness ab.
Auf Vereinsebene war Smith unter anderem in Japan aktiv, wo sie mit ihrem Team acht nationale Meistertitel errang. Neben dem Softball spielte sie auch Basketball und Feldhockey.
Nach ihrer aktiven Karriere war sie als Kommentatorin für ESPN im Softball tätig. Für ihre Verdienste wurde sie sowohl in die Amateur Softball Association Hall of Fame als auch in die USA Softball Hall of Fame aufgenommen.